# Повстання Махді

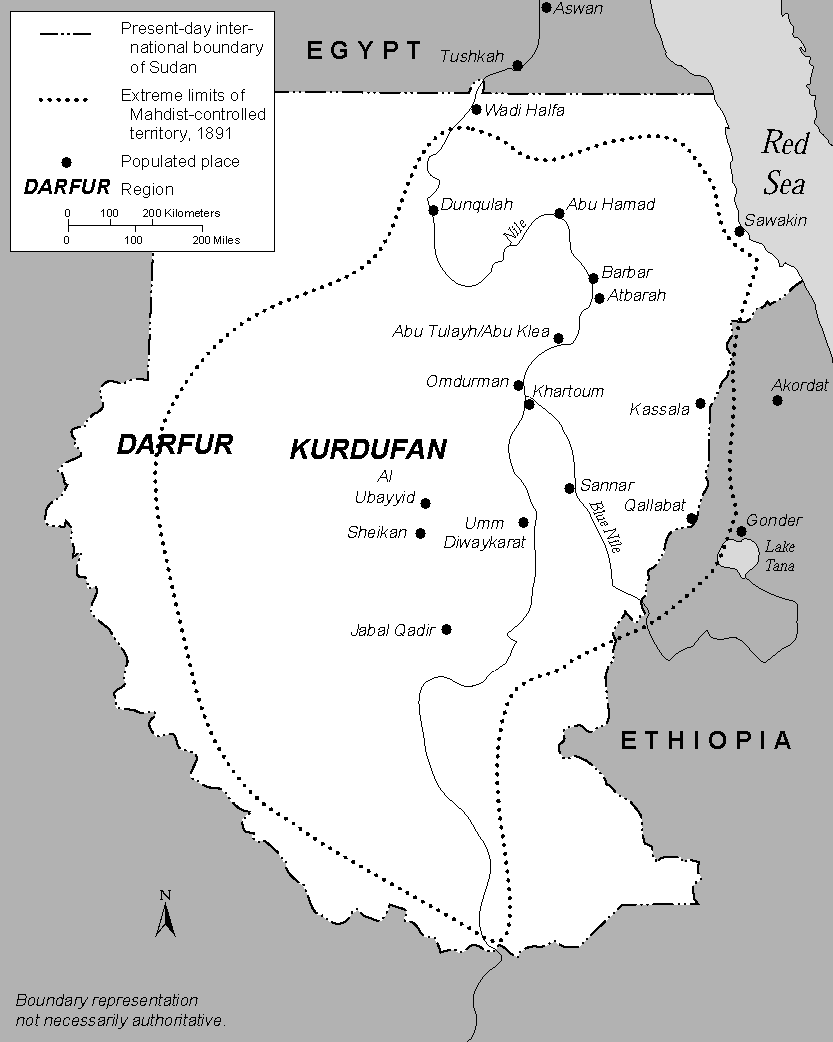
Держава магдистів 1881-98 років

15° пн. ш. 32° сх. д. / 15° пн. ш. 32° сх. д.
Повстання Магді — антиколоніальне повстання в Судані, очолюване Мухаммеддом Ахмад аль-Магді, який оголосив себе «Магді» (месією). Призвело до того, що в розпал колоніального розділу Африки європейці на 13 років були витіснені з Судану.

## Причини та хід повстання
Після завоювання Мухаммедом Алі в 1819 році Судан керувався єгипетською адміністрацією. У другій половині XIX століття в Судані посилився вплив Великої Британії. Генерал-губернатором Судану єгипетський хедив призначив британця — генерала Чарльза Джорджа Гордона. Жорстока експлуатація та національне гноблення призвели до виникнення потужного народного руху протесту з релігійною спрямованістю.
Релігійний лідер Мухаммад Ахмад у 1881 році оголосив себе «Магді» й очолив повстання проти турецько-єгипетського чиновництва. Магді проголосив скасування податків і почав збирати армію для священної війни (джихаду) проти турків та єгиптян. Він спробував об'єднати племена західного та центрального Судану.
У травні 1881 року єгипетська влада викликала Мухаммада Ахмада в Хартум для пояснень, але він відмовився підкоритися. Генерал-губернатор Судану Рауф-Паша (єгиптянин) не сприйняв серйозно інформацію про «Магді» та відправив на придушення бунту всього дві роти солдатів. 11 серпня роти висадилися на острів Абба, де ймовірно знаходився «Магді», та, рухаючися з різних боків, уночі наткнулися одна на одну й, вирішивши, що це противник, почали битися між собою. Магдисти, які не мали вогнепальної зброї, ховалися до настання темряви, а прибулий незабаром загін Абдаллаха застав єгипетський загін зненацька й повністю розгромив його. Цей успіх підняв бойовий дух повсталих та збільшив кількість їхніх прихильників.
Побоюючись подальших переслідувань з боку єгипетської влади, Мухаммад Ахмад та частина його прихильників (ансарів) попрямували в Кордофан, де в 1881 році зайняли ряд міст; дорогою до них приєднувалося багато послідовників, серед яких були селяни, кочівники, ремісники й селяни-раби. Діяльність Магді була підтримана частиною вождів суданських племен, а також арабських работорговців, незадоволених тим, що єгипетська влада на вимогу Британії заборонила работоргівлю. До вересня 1882 року під контролем британо-єгипетських військ у цій області Судану залишилися міста Біра ивта Ель-Обейд, але й вони здалися магдистам на початку 1883 року.
Поступово повстання перекинулося на провінції Дарфур, Екваторія та Бахр-ель-Газаль. Після розгрому 8-тисячного загону єгиптян в Шейкані, магдисти завоювали Дарфур. Рауф-Паша, не зробивши жодних висновків, направив на придушення повстання 4 тисячі бійців під командуванням Юсефа-Паші, мудира (правителя) Фашоди (Кодок) у Джебель-Кадір. Але єгипетська армія не врахувала особливостей бойових дій у пустелі, а армія Мухаммеда тактично грамотно уникала бою, періодично турбуючи Юсефа-Пашу дрібними нападами. Залишившися без питної води, урядові війська були розгромлені.
Перемога над Юсефом-Пашею викликала загальне повстання. Тепер все населення Судану визнало Мухаммеда «Магді», владу Єгипту було повалено. Втрата Єгиптом Судану, а також деякі розбіжності з Великою Британією стали причиною військового конфлікту між ними. Єгипет ставив свої умови про проходження Суецького каналу британськими кораблями, що не влаштовувало британську королеву. Досить швидко Єгипет було окуповано, і перетворено на британський протекторат.

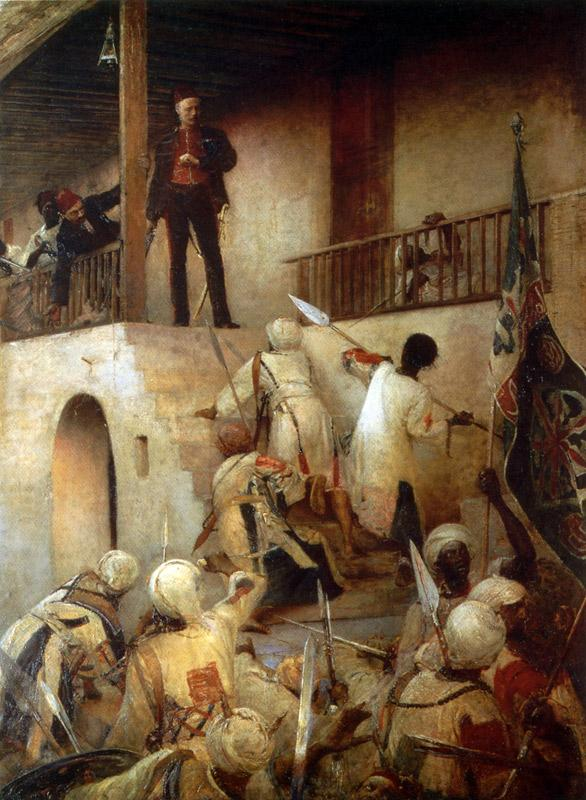
Загибель генерала Гордона під час падіння Хартума. Картина Дж. У. Роя.

У лютому 1883 повстанці зайняли Ель-Обейд — адміністративний центр провінції Кордофан. У листопаді 1883 близько Ель-Обейда погано озброєні ансари розгромили 10-тисячний загін британського генерала Гікса.
У грудні 1883 року капітулював колишній австрійський офіцер — Слатин-паша, який був відповідальним за оборону Дарджура. У березні-квітні 1884 року відбулось повстання в областях Бербера та Донгола.
8 січня 1884 року британська влада запропонували очолити операцію з евакуації єгиптян, обложених у Хартумі генералу Гордону. Після прибуття в Хартум Гордон 18 лютого 1884 року висунув перед Магді ідею звільнити бранців в обмін на визнання його правителем Кордофана, дозвіл работоргівлі та встановлення з ним торговельних зносин. Магді відмовився прийняти пропозицію Гордона та 22 серпня рушив війська на Хартум.
Гордон зумів організувати оборону Хартума, обложеного магдистами з жовтня, але не отримав вчасно підкріплень з Великої Британії та від Еміна-паші. У ніч із 25 на 26 січня 1885 року місто було взято штурмом магдистами. Коли, нарешті, британські війська («Нільська експедиція» Гарнета Вулзлі) наблизилися до Хартума, щоб врятувати Гордона, місто після десятимісячної облоги було взято, а Гордона вбито на сходах свого палацу й обезголовлено.
Мухаммад Ахмад установив свою столицю в Омдурмані. До літа 1885 року в його руках опинилася майже вся країна, за винятком порту Суакін на Червоному морі й Ваді-Гальфа на півночі.

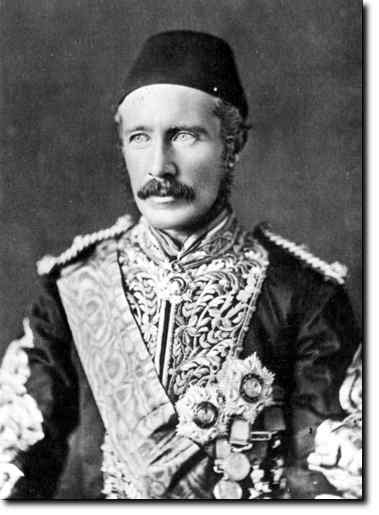
Чарльз Гордон, губернатор Судану

Установлений Мухаммадом Ахмадом режим (Магдія), засновувався на традиційних ісламських законах та шаріатських судах. У формулу віри (шахаду) була включена віра в Магді й оголошення Мухаммада намісником пророка ив месією (Магді Аллаха). Паломництво до Мекки (хадж) було замінено участю в священній війні (джихадом). Обов'язкова милостиня (закят) перетворилася на державний податок. Пухка конфедерація суданських князівств та племен перетворювалася на централізовану теократичну державу на чолі з племінною знаттю.
У червні 1885 р. Мухаммад Ахмад помер від тифу. Заснована ним держава простягалася від берегів Червоного моря до Центральної Африки.
Гостра боротьба за владу між заступниками Мухаммада Ахмада привела до того, що магдистську державу очолив Абдаллах ібн Мухаммад ат-Таїша, який прийняв титул халіфа. Халіф відсторонив багатьох учнів Магді та членів його сім'ї, завершивши створення режиму, що спирається на нову феодальну знать.
Після смерті засновника магдистська держава протрималася ще півтора десятка років. Абдаллах значно зміцнив країну, йому вдалося ліквідувати сепаратизм окремих племінних вождів, налагодити виробництво зброї та створити сильну армію. Колишні гасла рівності всіх «перед лицем Аллаха» були забуті.

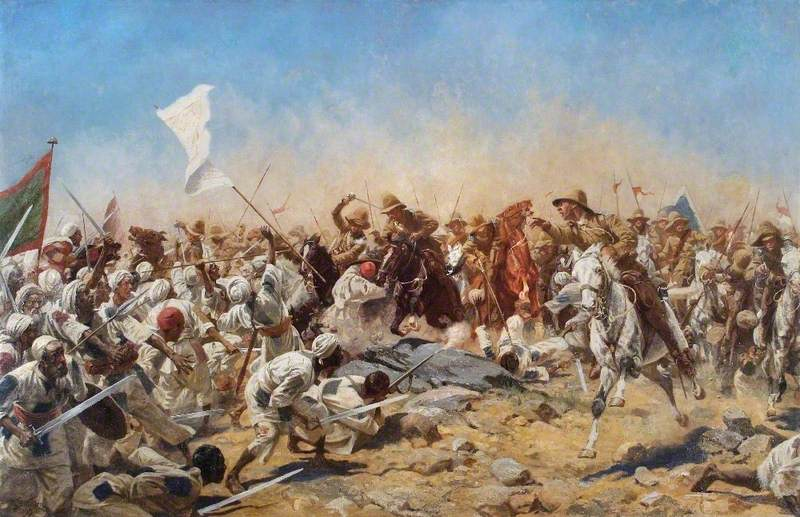
Битва при Омдурмані

Для боротьби з Абдаллахом Велика Британія організувала блокаду морського узбережжя Судану, спровокувала в 1885 році війну Ефіопії проти магдистського Судану, виснажуючи обидві держави. Атаки проти бельгійців у Конго та італійців в Еритреї також не принесли Абдаллахові успіху. У 1896 році британсько-єгипетські війська під командуванням генерала Герберта Кітченера почали наступ на Судан.
Лише на початку вересня 1898 року магдистська держава в битві при Омдурмані втратила половину армії та була розгромлена британо-єгипетськими військами на чолі з генералом Кітченером. Державу, створену Мухаммадом Ахмадом було знищено, а його прах витягнуто з мавзолею в Омдурмані та спалено.. Бернард Шоу порівнював це з наругою над останками Кромвеля при Стюартах.
Зазнавши поразки від британців, Абдаллах розгорнув у Судані партизанську війну, але був убитий в провінції Кордофан у кінці 1899 року.

## Ключові битви
- Битва при Ель-Обейді
- Оборона Хартума
- Битва під Омдурманом